# 鼓楼区 (開封市)
鼓楼区（ころう-く）は中華人民共和国河南省開封市に位置する市轄区。

## 行政区画
- 街道:相国寺街道、新華街道、臥竜街道、州橋街道、西司門街道、南苑街道、五一街道、仙人荘街道

## 名所
- 延慶観
- 大相国寺
- 開封鼓楼